# Atalaya (Panama)
Atalaya è un comune (corregimiento) della Repubblica di Panama situato nel distretto di Atalaya, provincia di Veraguas, di cui è capoluogo. Si estende su una superficie di 47,6 km² e conta una popolazione di 4.924 abitanti (censimento 2010).